# Маттіас Зоммер
Маттіас Зоммер (3 грудня 1991 , Віттен, Північний Рейн-Вестфалія ) — німецький бобслеїст, бронзовий призер Олімпійських ігор 2022 року.

## Виступи на Олімпійських іграх
| Рік  | Місце проведення | Двійки | Четвірки |
| ---- | ---------------- | ------ | -------- |
| 2022 | Пекін, Китай     | 3      | 4        |

## Виступи на чемпіонатах світу
| Рік  | Місце проведення | Четвірки |
| ---- | ---------------- | -------- |
| 2016 | Інсбрук, Австрія | 6        |

## Виступи на чемпіонатах Європи
| Рік  | Місце проведення       | Двійки | Четвірки |
| ---- | ---------------------- | ------ | -------- |
| 2022 | Санкт-Моріц, Швейцарія | 6      | 4        |